# 香洲区
22°13′05″N 113°30′03″E / 22.21806°N 113.50083°E
香洲区是中国广东省珠海市下辖的市辖区，位于广东省中南部，珠江出海口西岸、個別島嶼在香港離島區及港島南區對出水域的萬山群島，是中共珠海市委、珠海市政府所在地，是珠海市政治、经济、文化、交通和金融中心。总面积为300平方公里（为横琴新区设立前、不包括唐家湾和万山海洋开发试验区在内的旧香洲区管辖区面积），又是聯繫內地與港澳，以及對外貿易、國際交往的重要口岸。
香洲區依山傍海，風景秀麗。有珠海漁女、珠海大劇院、情侶路、圓明新園、梅溪牌坊、農科奇觀等旅遊景點，20多處文物保護單位，以及全世界年出入境人次最多的陸路口岸——拱北口岸。

## 行政区划
香洲区下辖9个街道办事处、6个镇：
翠香街道、梅华街道、前山街道、吉大街道、拱北街道、香湾街道、狮山街道、湾仔街道、凤山街道、唐家湾镇、南屏镇、横琴镇、桂山镇、万山镇和担杆镇。
其中，唐家湾镇实际上由珠海高新技术产业开发区管辖；桂山镇、担杆镇、万山镇实际上由珠海万山海洋开发试验区管辖；横琴镇实际上由横琴粵澳深度合作区管辖。

## 人口
根據第七次全国人口普查數據，截至2020年11月1日零時，香洲區常住人口1124126人。
2021年全區常住總人口113.55萬人，比上年增加0.76萬人，增長2.0%。全區户籍人口74.12萬人，增長4.9%。

## 經濟
2012年，香洲區實現地區生產總值806.62億元，同比增長6.5%；現代服務業佔服務業的比重為58.2%；高新技術工業產業產值占規模以上工業總產值的19.4%；三次產業比例為0.1:41.9:58.0。榮獲全國基本普及九年義務教育，和基本掃除青壯年文盲工作先進地區、廣東省雙擁模範區、廣東省城鄉居民社會養老保險示範縣區和廣東省土地礦產衛片執法檢查二等獎，順利通過國家生態區考核驗收。
2021年全區實現地區生產總值1693.49億元，同比增長6.5%。其中，第一產業增加值0.53億元，增長12.4%；第二產業增加值606.73億元，增長6.8%；第三產業增加值1086.23億元，增長6.4%。三次產業的比例為0.0：35.8：64.2。在第三產業中，批發和零售業增加值增長11.0%，房地產業增加值增長1.5%，其他服務業增加值增長5.8%，金融業增加值增長7.7%，住宿和餐飲業增加值增長11.9%。

## 交通

### 公路
- 廣澳高速公路， 珠三角環線高速公路， 西部沿海高速， 香海高速， 珠台高速， 228国道

### 鐵路
- 廣珠城際鐵路：珠海長隆站、橫琴站、橫琴北站、十字門站、灣仔北站、珠海站、明珠站、唐家灣站、珠海北站

## 風景名勝
- 珠海漁女、情侶路、香爐灣沙灘、圓明新園、會同村、唐家三廟、淇澳後沙灣遺址、古元故居、白蓮洞、東澳島、珠海烈士陵園

## 參閲
- 九洲港